# Type Holland 602

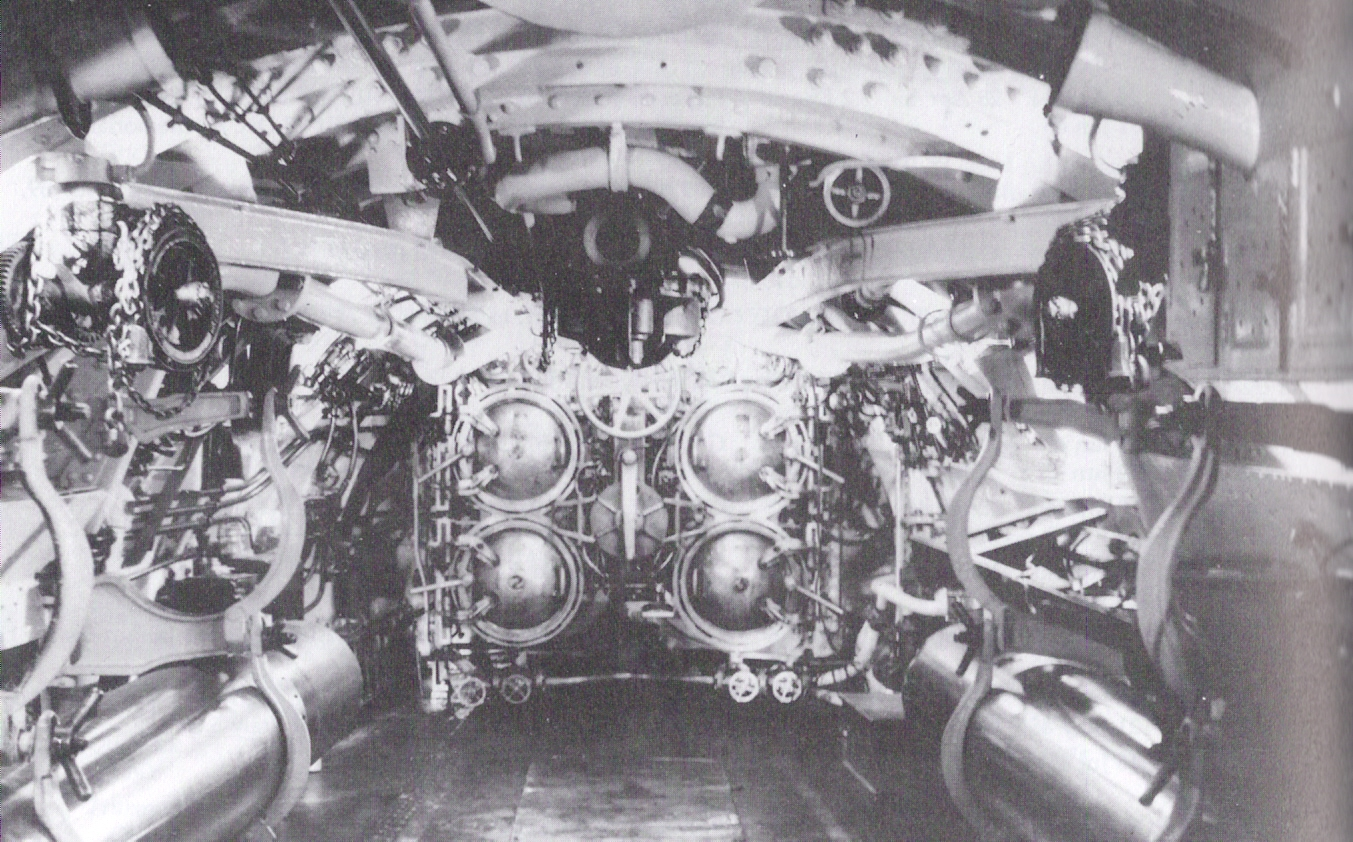
La chambre des torpilles du en 1919. La culasse des quatre tubes lance-torpilles de 18 in sont au centre

Le type Holland 602, également connu sous le nom de classe H, a été l'un des types des plus nombreux sous-marins de la Première Guerre mondiale. Le type a été conçu par la société américaine Electric Boat Co., mais la plupart des sous-marins ont été construits à l'étranger : au Canada par la filiale de la société britannique Vickers et dans des chantiers navals britanniques.
Les opérateurs comprenaient la marine des États-Unis, la marine chilienne, la Royal Navy (33 sous-marins), la marine impériale russe, la marine soviétique, la Regia Marina italienne, la marine royale canadienne, la marine royale néerlandaise et la marine de l'État ukrainien (qui n'a pas survécu).

## Contexte et historique
Les prédécesseurs de cette classe étaient deux sous-marins commandés en 1911 pour la marine chilienne, au modèle John Philip Holland 19-E et 19-B. Ils devinrent par la suite les sous-marins de la classe CC de la Marine royale canadienne.
L'origine du numéro du projet se trouve dans la règle de la compagnie Electric Boat, selon laquelle, la variante du projet à des fins d'exportation était nommée avec des chiffres remplacés et avec l'ajout de 0 entre eux. Ainsi, le projet EB 26 est devenu le projet EB 602.
Trois prototypes ont ensuite été construits selon un design amélioré 30, avec un déplacement accru de 358/434 tonnes. Ils sont devenus les sous-marins américains de classe H et ont été désignés H-1, H-2 et H-3.
En octobre 1914, après le début de la Première Guerre mondiale, l'Amirauté britannique a commandé dix sous-marins de conception 602E, qui devaient être construits par la société canadienne Canadian Vickers à Montréal, au Québec. Ceux-ci allaient devenir les sous-marins britanniques de classe H. Dix autres sous-marins furent construits en secret au chantier naval de Fore River à Quincy dans le Massachusetts, aux États-Unis, alors neutres. Ce groupe a été confisqué par le gouvernement américain et a fini dans la marine chilienne et la marine royale canadienne après la déclaration de guerre américaine. Un troisième groupe, composé de vingt-cinq sous-marins britanniques de classe H, a été construit en 1917-1919 en Grande-Bretagne, dont beaucoup ont servi pendant la Seconde Guerre mondiale.
Au cours de l'été 1915, huit sous-marins de type 602 ont été commandés par la Regia Marina italienne. Ceux-ci ont été construits à Montréal, au Québec.
En 1917, la marine impériale russe a commandé un total de 17 sous-marins pour ses flottes de la Baltique et de la mer Noire. Ceux-ci ont été construits dans un chantier naval temporaire à Barnet, dans le bras de mer Burrard, près de Vancouver, en Colombie-Britannique. Ils ont ensuite été démontés, emmenés par bateau à Vladivostok, par le chemin de fer transsibérien à Saint-Pétersbourg et à Nikolayev pour être remontés dans les chantiers navals russes. En Russie, ils étaient connus sous le nom de sous-marins de classe Amerikansky Golland.
Six de ces bateaux n'ont pas été livrés au moment de la révolution russe de 1917. Ils ont ensuite été achetés par la marine américaine, et après avoir été réassemblés au chantier naval de Puget Sound, ils sont devenus les sous-marins américains de classe H H-4-H-9. En 1918, les sous-marins de la flotte de la mer Noire АG-21-АG-26 ont été repris par la marine d'État ukrainienne. En mai 1918, la marine finlandaise a récupéré deux des sous-marins de la flotte de la Baltique qui avaient été sabordé au large de Hanko à la fin de la guerre civile finlandaise, mais elle n'a pas pu les remettre en état pour le service.

## Sous-marins

### Royal Navy
- Classe H (42 en total)
  - Groupe 1 (1915)
    - HMS H1 - HMS H10 (10 navires)

  - Groupe 2 (1915–1918, l'ensemble du groupe a été confisqué par le gouvernement américain.)
    - HMS H11, HMS H12 (2 navires) délivrée après la déclaration de guerre des États-Unis.
    - HMS H13, HMS H16 - HMS H20 (6 navires) ont été transférés au Chili.
    - HMS H14, HMS H15 (2 navires) ont été transférés au Canada.

  - Groupe 3 (1917–1919)
    - HMS H21 - HMS H52 (25 navires; H53, H54 annulé)

### United States Navy
- Classe H (sous-marin américain)
  - USS H-1 - H-3 (3 navires, prototypes)
  - USS H-4 - H-9 (6 navires, construit à l'origine pour la Marine impériale russe)

### Regia Marina italien
- - H1 - H8 (8 navires)

### Marine impériale russe
- Classe American Holland
  - Groupe 1 Flotte de la Baltique
    - AG-11 à AG-16 (5 navires)

  - Groupe 2
    - AG-17 à AG-20, AG-27 à AG-28 (6 navires) retenu par les États-Unis

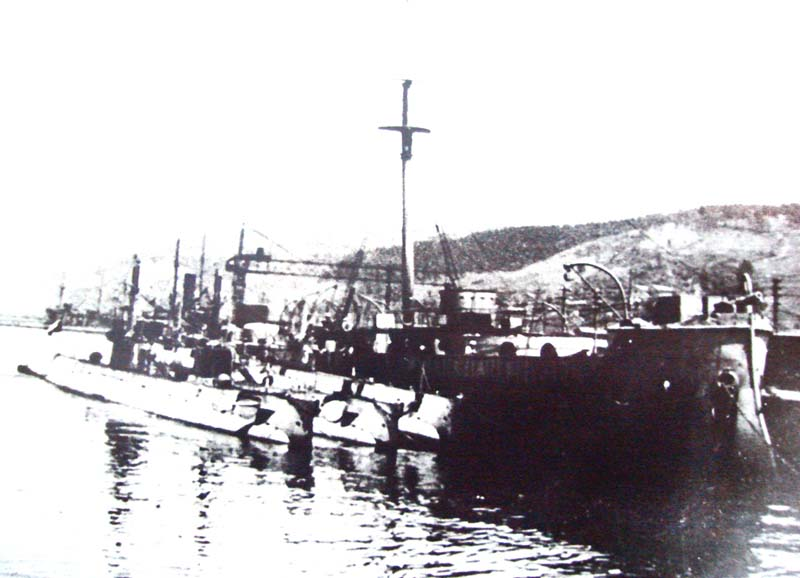
Trois sous-marins chiliens après leur arrivée au Chili en 1918 avec le vieux navire cuirassé Huascar servant de tender de sous-marin à Talcahuano.

  - Groupe 3 Flotte de la Mer Noire
    - AG-21 à AG-26 (6 navires)

### Marine royale canadienne
- CH-14 et CH-15 (2 navires) construit à l'origine pour la Royal Navy

### Navire chilienne
- H1 - H6 (6 navires) construit à l'origine pour la Royal Navy